# جامعة الموسيقى والفنون التعبيرية في فيينا

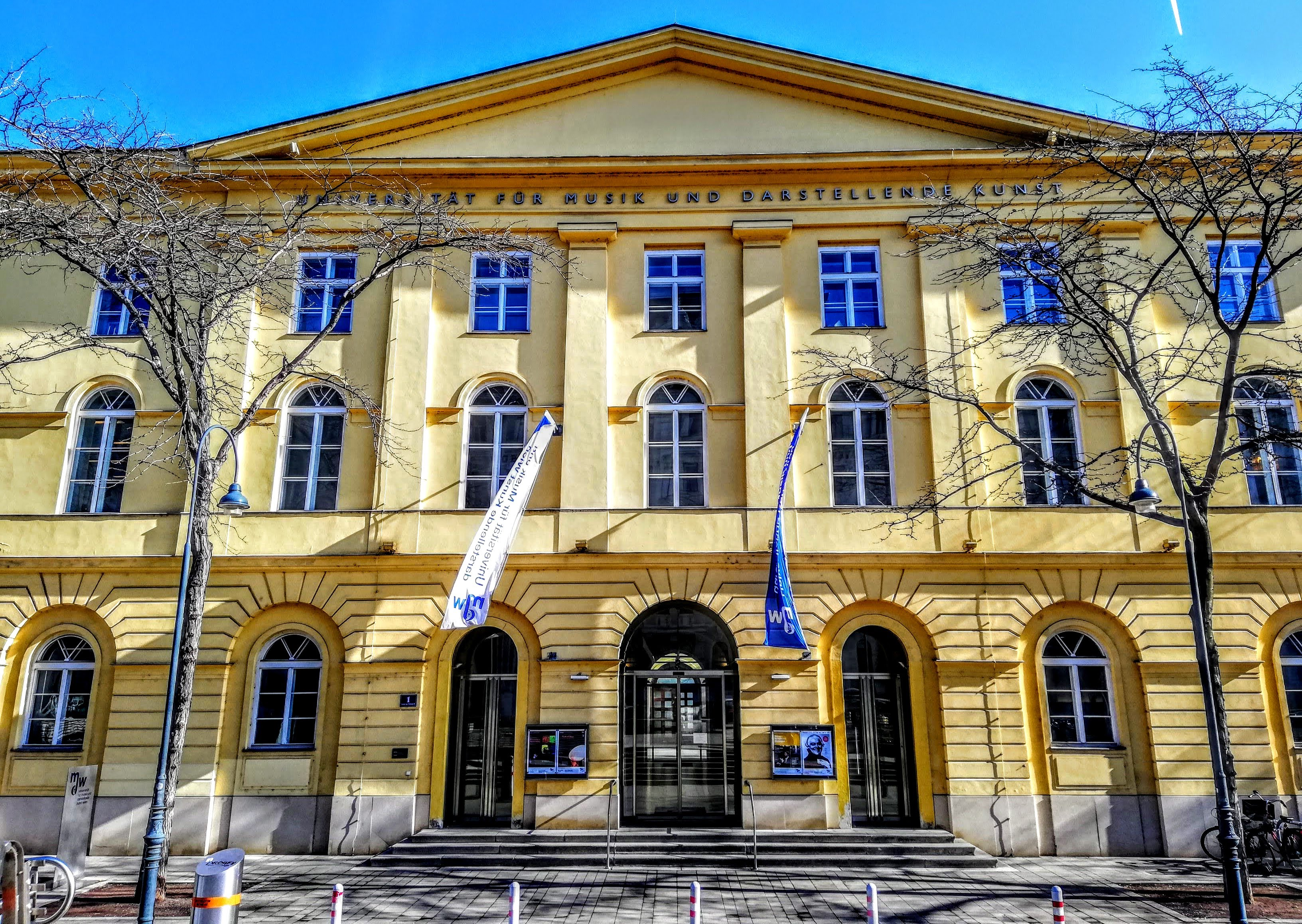
المبنى الرئيسي لجامعة الموسيقى والفنون المسرحية في فيينا.

جامعة الموسيقى والفنون التعبيرية في فيينا (بالألمانية: Universität für Musik und darstellende Kunst Wien) هي جامعة نمساوية تأسست عام 1817 ويقع حرمها في فيينا. تستقبل الجامعة أكثر من 3100 طالب يتلقفون العلم من 800 أستاذ محاضر أو يزيد، ما يجعلها أكبر مؤسسة فنية في النمسا وواحدة من أكبر المؤسسات من نوعها في العالم.
وقع تأسيسها في عام 1817 من قبل رابطة أصدقاء الموسيقى. عرفت الجامعة بعدة أسماء: معهد فيينا الموسيقي وأكاديمية فيينا، وفي عام 1909 تم تأميمها ليصبح اسمها «الأكاديمية الإمبراطورية للموسيقى والفنون المسرحية». في عام 1998، اتخذت الجامعة اسمها الحالي حتى يعكس مكانتها الجامعية، وهو ما تم إنجازه في إصلاح واسع عام 1970 لأكاديميات الفنون النمساوية. في عام 2019، اختيرت جامعة الموسيقى والفنون التعبيرية في فيينا كواحدة من «أفضل مدارس الفنون المسرحية في العالم» من قبل مجلة سي إي أو وورلد.

## تاريخ الجامعة
في عام 1808 تعالت الأصوات المنادية بإنشاء معهد موسيقي في فيينا على شاكلة معهد باريس للموسيقى. ثم في عام 1811 نُشر «مخطط لمؤسسة تعليم الموسيقى» لفيينا ثم بعدها بعام واحد تم تشكيل رابطة أصدقاء الموسيقى، وكان هدفها الأوحد إنشاء معهد موسيقي. في عام 1817 تأسس معهد فيينا الموسيقي الذي كان اللبنة الأولى لتأسيس الجامعة لكن لشح التمويل لم ترتقي المؤسسة إلا لمرتبة مدرسة موسيقى على عكس ما كان مأمولا، أي بناء معهد يضاهي معهد باريس للموسيقى. كان أنطونيو سالييري أول مدير للمعهد وبحلول عام 1819 بدأت دروس الآلات الموسيقية بمشاركة أستاذ الكمان جوزيف بوم الذي سرعان ما بدأ في تقديم دورات في معظم آلات الأوركسترا في عام 1827.
لم يكن التمويل مستقرا ولا وفيرا. في عام 1829 بدأ العمل بالرسوم الدراسية ثم بحلول عام 1837، أفلست المؤسسة. في نهاية المطاف مولت الدولة المعهد الموسيقي من 1841 إلى 1844 ومن 1846 إلى 1848. في عام 1848 أجبرت الاضطرابات السياسية الدولة على قطع تمويلها فما كان للمعهد إلا أن يوقف الدروس التعليمية إلى عام 1851. بعد عام 1851 استقر التمويل مرة أخرى بدعم من الدولة والمدينة. على الرغم من الدعم الحكومي المتزايد، إلا أن رابطة أصدقاء الموسيقى، التي أسست المعهد الموسيقي، ظلت باسطة سيطرتها على المؤسسة. في 1 يناير 1909، جرى تأميم المؤسسة بموجب قرار إمبراطوري وبذلك أصبح اسم المعهد الأكاديمية الإمبراطورية للموسيقى والفنون المسرحية (بالألمانية: k.k. Akademie für Musik und darstellende Kunst).
في عام 1844، أصبح غوتفريد فون بريير الذي كان يعطي دروسا في الانسجام والتأليف الموسيقي، مديرا للمعهد. قبل ذلك التاريخ لم يكن مدير المعهد الموسيقي عضوا في هيئة التدريس، بل عضوا في رابطة أصدقاء الموسيقى. تبوأ جوزيف هيلمسبرغر الأب المنصب من عام 1851 إلى عام 1893.
تربع فيلهالم بوب على إدارة المعهد الموسيقي من عام 1907. إلى ذلك الحين كان العجوزان روبرت فوكس وهيرمان غرادينر مهيمنين على المعهد الموسيقي، وكلاهما، ولكن بشكل خاص فوكس، اعتبرا الزمن قد عفا عن فيلهالم بوب وفقد ذوقه الفني. في محاولة لتجديد شباب المعهد الموسيقي في عام 1914، عرض فيلهالم بوب مناصب تعليمية على فرانز شراكر وأرنولد شوينبيرج. رفض شوينبيرج العرض، لكن شراكر قبل به. نفذ شراكر واجباته التدريسية بنجاح كبير، وبحلول يناير 1913 حصل على درجة الأستاذية الكاملة. لعب فيلهالم بوب دورا فعالًا في تأميم المعهد الموسيقي الذي حدث عام 1909. حينها، تم تعيين إدارة الأكاديمية لرئيس معين من قبل الدولة، ومدير فني ومجلس أمناء.
بعد نهاية الحرب العالمية الأولى، أُطلق على المؤسسة في عام 1919 اسم «أكاديمية الدولة». استقال الرئيس كارل ريتر فون وينر وانتخب المعلمون قائد الفرقة فرديناند لوي مديرا. في عام 1922، تولى جوزيف ماركس زمام الأمور. أراد أن تحتل الأكاديمية مكانة الجامعة.
في عام 1928 شهدت الأكاديمية توسيعات في الحرم لتشمل ندوة عن التمثيل من إلقاء رينهاردت وندوة تعليم الموسيقى. بين عامي 1938 و1945(أي بعد الأنشلوس التي ضُمت بموجبها جمهورية النمسا إلى ألمانيا على يد الحكومة النازية) استمرت الأكاديمية في عملها تحت جناح الاشتراكية القومية باسم «جامعة الرايخ» ومنع المدرسون اليهود من التعليم فيها كما رفض فيها استقبال الطلاب اليهود. في خضام مبادرة اجتثاث النازية، تم فصل تسعة وخمسين مدرسًا؛ بحلول نوفمبر 1945، أعيد ستة عشر. أُعيد خمسة فقط من المعلمين الذين تم فصلهم في عام 1938 إلى مناصبهم.
بموجب القوانين التي تم سنها في 1948 و1949، مُنحت المؤسسة مكانة «أكاديمية الفنون». في عام 1970، أعطى «قانون تنظيم كليات الفنون» مكانة جامعية لجميع أكاديميات الفنون، من ضمنها «أكاديمية الفنون» التي أصبح اسمها في عام 1998 «جامعة الفنون».
يعد «معهد التكوين والموسيقى الكهروصوتية وهندسة الصوت» (بالألمانية: Institut für Komposition, Elektroakustik und TonmeisterInnen-Ausbildung) جزءًا من جامعة الموسيقى والفنون التعبيرية في فيينا ويركز على الموسيقى الكهروصوتية والارتجال وتأليف الموسيقى المعاصرة وفن الصوت.

## حرم الجامعة
تعد جامعة الموسيقى والفنون التعبيرية في فيينا التي تضمُّ أكثر من 3000 طالب، واحدة من أكبر جامعات الفنون في العالم. تتكون الجامعة من 25 قسمًا بما في ذلك قاعة ماكس رينهاردت للمحاضرات وأكاديمية السينما. تشملُ مرافق جامعة الموسيقى والفنون المسرحية في فيينا مسرح قصر شونبرون وقاعة أنطونيو فيفالدي ودير ساليسيان وكنيسة سانت أورسولا وقاعة فرانز ليزت وأنطون فون ويبرن بلاتز (حرم الجامعة الرئيسي). تم الانتهاء من استوديوهات الأفلام الحديثة في الحرم الجامعي في عام 2004، حيث قدمت أكاديمية فيينا للأفلام المعدات الحديثة. تُنظّم الجامعة حوالي 10 مسابقات، بما في ذلك مسابقة بيتهوفن الدولية للبيانو. كما تقدم مهرجان أفلام الطلاب المشهود لهم كل عامين. يمكن اعتبار «المغذيات» لجميع الأوركسترات الكبرى في النمسا، مع ارتباط خاص مع أوركسترا فيينا.
يتبع للجامعة 25 معهدا ومدرسة هي:
- 01 معهد التكوين والموسيقى الكهروصوتية وهندسة الصوت (ELAK)
- 02 معهد توجيه العرض الموسيقى
- 03 معهد والترجمة الموسيقية وأبحاثها
- 04 موضوع معهد البيانو الموسيقي
- 05 معهد فريتز كريسلر لحقل الآلات الوترية والقيثارة والجُنك
- 06 معهد ليونارد برنشتاين لقسم الحفلات الموسيقية وآلات الإيقاع والآلات الهوائية
- 07 معهد جوزيف هايدن لموسيقى الحجرة والموسيقى الجديدة
- 08 معهد للأعضاء وموسيقى الكنيسة
- 09 معهد مسرح الغناء والموسيقى
- 10- معهد إخراج الدراما والدراما - (قاعة ماكس رينهاردت للمحاضرات)
- 11 معهد السينما والتلفزيون - (أكاديمية السينما في فيينا)
- 12 معهد أبحاث التربية الموسيقية والتعليمية الموسيقية وصناعة الموسيقى الابتدائية (IMP)
- 13 معهد تعليم الموسيقى والحركة / إيقاعات وفسيولوجيا الموسيقى (MRM)
- 14 معهد العلاج بالموسيقى
- 15 معهد الموسيقى الشعبية
- 16 معهد لودفيج فان بيتهوفن للبيانو والجُنك في تعليم الموسيقى
- 17 معهد جوزيف هيلمسبرجر للآلات الوترية والقيثارة والجُنك في تعليم الموسيقى
- 18 معهد فرانز شوبرت والآلات الهوائية وآلات الإيقاع في التربية الموسيقية
- 19 معهد أنطونيو ساليري للغناء والبحث الصوتي في التربية الموسيقية
- 20 معهد أنطون بروكنر للجوقة والفرقة، بالإضافة إلى ضبط الصوت في تعليم الموسيقى
- 21 معهد بحوث الموسيقى الشعبية وعلم الموسيقى العرقية
- 22 معهد الصوتيات الموسيقية - أسلوب صوت فيينا
- 23 معهد علم الاجتماع الموسيقي
- 24 معهد الإدارة الثقافية ودراسات النوع الاجتماعي (IKM)
- 25 معهد الموسيقى القديمة

## التاريخ
في عام 1808 تعالت الأصوات المنادية بإنشاء معهد موسيقي في فيينا على شاكلة معهد باريس للموسيقى. ثم في عام 1811 نُشر «مخطط لمؤسسة تعليم الموسيقى» لفيينا ثم بعدها بعام واحد تم تشكيل رابطة أصدقاء الموسيقى، وكان هدفها الأوحد إنشاء معهد موسيقي. في عام 1817 تأسس معهد فيينا الموسيقي الذي كان اللبنة الأولى لتأسيس الجامعة لكن لشح التمويل لم ترتقي المؤسسة إلا لمرتبة مدرسة موسيقى على عكس ما كان مأمولا، أي بناء معهد يضاهي معهد باريس للموسيقى. كان أنطونيو سالييري أول مدير للمعهد وبحلول عام 1819 بدأت دروس الآلات الموسيقية بمشاركة أستاذ الكمان جوزيف بوم الذي سرعان ما بدأ في تقديم دورات في معظم آلات الأوركسترا في عام 1827.

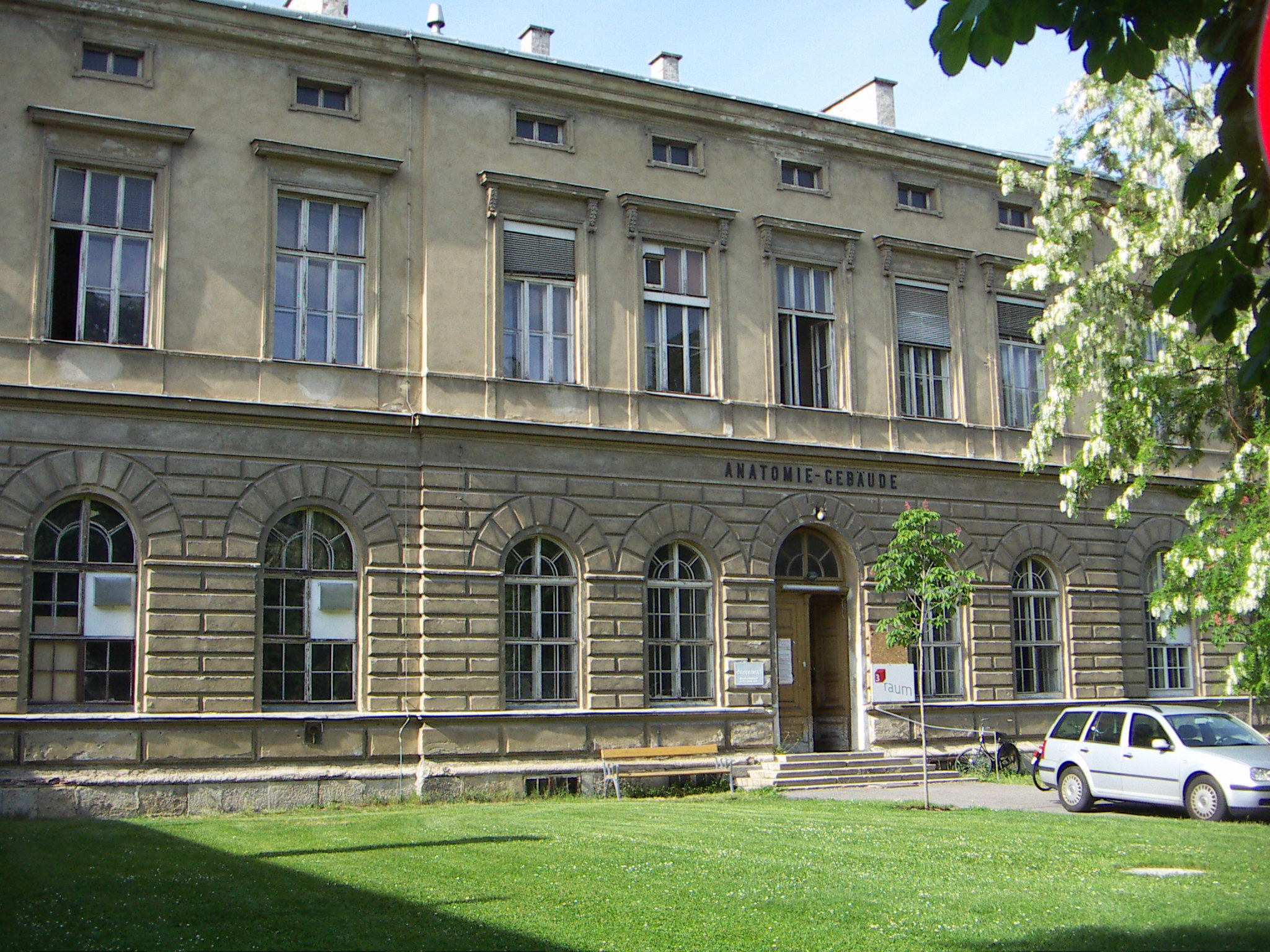
جامعة الموسيقى والفنون المسرحية في العاصِمة فيينا

لم يكن التمويل مستقرا ولا وفيرا. في عام 1829 بدأ العمل بالرسوم الدراسية ثم بحلول عام 1837، أفلست المؤسسة. في نهاية المطاف مولت الدولة المعهد الموسيقي من 1841 إلى 1844 ومن 1846 إلى 1848. في عام 1848 أجبرت الاضطرابات السياسية الدولة على قطع تمويلها فما كان للمعهد إلا أن يوقف الدروس التعليمية إلى عام 1851. بعد عام 1851 استقر التمويل مرة أخرى بدعم من الدولة والمدينة. على الرغم من الدعم الحكومي المتزايد، إلا أن رابطة أصدقاء الموسيقى، التي أسست المعهد الموسيقي، ظلت باسطة سيطرتها على المؤسسة. في 1 يناير 1909، جرى تأميم المؤسسة بموجب قرار إمبراطوري وبذلك أصبح اسم المعهد الأكاديمية الإمبراطورية للموسيقى والفنون المسرحية (بالألمانية: k.k. Akademie für Musik und darstellende Kunst).
في عام 1844، أصبح غوتفريد فون بريير الذي كان يعطي دروسا في الانسجام والتأليف الموسيقي، مديرا للمعهد. قبل ذلك التاريخ لم يكن مدير المعهد الموسيقي عضوا في هيئة التدريس، بل عضوا في رابطة أصدقاء الموسيقى. تبوأ جوزيف هيلمسبرغر الأب المنصب من عام 1851 إلى عام 1893.
تربع فيلهالم بوب على إدارة المعهد الموسيقي من عام 1907. إلى ذلك الحين كان العجوزان روبرت فوكس وهيرمان غرادينر مهيمنين على المعهد الموسيقي، وكلاهما، ولكن بشكل خاص فوكس، اعتبرا الزمن قد عفا عن فيلهالم بوب وفقد ذوقه الفني. في محاولة لتجديد شباب المعهد الموسيقي في عام 1914، عرض فيلهالم بوب مناصب تعليمية على فرانز شراكر وأرنولد شوينبيرج. رفض شوينبيرج العرض، لكن شراكر قبل به. نفذ شراكر واجباته التدريسية بنجاح كبير، وبحلول يناير 1913 حصل على درجة الأستاذية الكاملة. لعب فيلهالم بوب دورا فعالًا في تأميم المعهد الموسيقي الذي حدث عام 1909. حينها، تم تعيين إدارة الأكاديمية لرئيس معين من قبل الدولة، ومدير فني ومجلس أمناء.
بعد نهاية الحرب العالمية الأولى، أُطلق على المؤسسة في عام 1919 اسم «أكاديمية الدولة». استقال الرئيس كارل ريتر فون وينر وانتخب المعلمون قائد الفرقة فرديناند لوي مديرا. في عام 1922، تولى جوزيف ماركس زمام الأمور. أراد أن تحتل الأكاديمية مكانة الجامعة.
في عام 1928 شهدت الأكاديمية توسيعات في الحرم لتشمل ندوة عن التمثيل من إلقاء رينهاردت وندوة تعليم الموسيقى. بين عامي 1938 و1945(أي بعد الأنشلوس التي ضُمت بموجبها جمهورية النمسا إلى ألمانيا على يد الحكومة النازية) استمرت الأكاديمية في عملها تحت جناح الاشتراكية القومية باسم «جامعة الرايخ» ومنع المدرسون اليهود من التعليم فيها كما رفض فيها استقبال الطلاب اليهود. في خضام مبادرة اجتثاث النازية، تم فصل تسعة وخمسين مدرسًا؛ بحلول نوفمبر 1945، أعيد ستة عشر. أُعيد خمسة فقط من المعلمين الذين تم فصلهم في عام 1938 إلى مناصبهم.
بموجب القوانين التي تم سنها في 1948 و1949، مُنحت المؤسسة مكانة «أكاديمية الفنون». في عام 1970، أعطى «قانون تنظيم كليات الفنون» مكانة جامعية لجميع أكاديميات الفنون، من ضمنها «أكاديمية الفنون» التي أصبح اسمها في عام 1998 «جامعة الفنون».
يعد «معهد التكوين والموسيقى الكهروصوتية وهندسة الصوت» (بالألمانية: Institut für Komposition, Elektroakustik und TonmeisterInnen-Ausbildung) جزءًا من جامعة الموسيقى والفنون التعبيرية في فيينا ويركز على الموسيقى الكهروصوتية والارتجال وتأليف الموسيقى المعاصرة وفن الصوت.

## مواضيع التدريس
بالإضافة إلى التدريب الفني، تشكل المعاهد العلمية جزءًا أساسيًا من عمل الجامعة. من الخصائص التي تتفرد بها جامعة الموسيقى والفنون التعبيرية في فيينا أنها تمزج بين العلم والفن.
تدرس جامعة الموسيقى والفنون التعبيرية في فيينا مجموعة من المواضيع المتعلقة أساسا بالموسيقى وكذلك الفنون التعبيرية
- نظرية التأليف والموسيقى
- قيادة الفرق الموسيقية
- الموسيقى الكنائسية
- دراسة مفيدة
- موسيقى الكنيسة
- الدراسات التربوية
- الغناء والإخراج المسرحي الموسيقي
- الفنون التمثيلية
- السينما والتلفزيون
- دراسات الدكتوراه

## أبرز المدرسين
- جوزيف بوم
- انطون بروكنر
- فيروتشيو بوسوني
- جوزيف داش
- يوليوس إبستين
- روبرت فيشوف
- روبرت فوكس
- ليوبولد جودوسكي
- جاكوب جرون
- ليوبولد هاجر
- روتراود هانسمان
- هانز هازيلبوك
- جوزيف هيلمسبرجر الأب
- Władysław Kędra ، من 1 أكتوبر 1957 [6]
- جوزيف كريبس
- هارتموت كرونس
- أوروس لايوفيتش
- فرديناند لوي
- ماثيلد مارشيسي [7]
- جوزيف ماركس
- جوزيف ميرك
- مارتن جوستاف نوتيبوم
- كارل أوستريشر
- آنا بيسياك-شميرلنغ
- اروين راتز
- ماكس رينهاردت
- كارول دون راينهارت
- هيلدا روسيل-مجدان
- أنطونيو ساليري
- اميل فون سوير
- فرانز شالك
- أرنولد شوينبيرج
- فرانز شميدت
- فرانز شراكر
- ريتشارد ستور
- Otmar Suitner
- هانز سواروفسكي








## أبرز المتخرجين
خرج من رحم الجامعة العديد من الفنانين الذي وضعوا بصمتهم في كل مجالات الفن من سينما وموسيقى وفنون تعبيرية. وكان أبرزهم:

### قادة الفرق الموسيقية
- الكسندر أليكسيف
- فيليب أوجوين
- كلوديو أبادو
- آلان بوريباييف
- دونالد كوفيرت
- جيمس إيرب
- جيمس ألين جيرس
- نيكولاس هارنونكورت
- جاشا هورينشتاين
- ماريس جانسون
- هربرت فون كاراجان
- كليمنس كراوس
- أوروس لايوفيتش
- خيسوس لوبيز كوبوس
- غوستاف مالر
- زوبين ميهتا
- فيليكس موتل
- آرثر نيكيش
- أندريس أوروزكو إسترادا
- إروين أورتنر
- كيريل بيترينكو
- جوهانس ويلدنر
- هانز ريختر
- جورج تينتنر
- جوزيب كابالي دومينيك
- ماريو فينزاغو
- أوليفر فون دونانهي
- كاريل مارك تشيشون
- مانفريد هونيك
- والتر ويلر
- الكسندر الرحبري
- شارداد روحاني

### الملحنون
- نيكولاي بريتان
- فريدريش سيرها
- جورج إينيسكو
- ماريوس جوانو إليا
- إيفان إرد
- Beat Furrer
- كارل غولدمارك
- روبرت غوليا
- جورج فريدريش هاس
- بول هاسلينجر
- ليوش جاناك
- غوستاف مالر
- علي رضا مشايخي
- أحمد بجمان
- إزيو بوسو
- توماس لارش
- هانز روت
- كورت شويرسيك
- جان سيبيليوس
- موريسيو سوتيلو
- فيردي ستاتزر
- جوهانس ماريا ستود
- ميمي واغنسونر
- نورما وينديلبورج
- هوغو وولف
- الكسندر فون زيملينسكي

### عازفو البيانو وعازفو الأرغن
- كاتيا بنياتيشفيلي
- رودولف بوشبندر
- Helmut German
- ماتياس فلتزبيرجر
- فريدريش جولدا
- ميتسوكو أوشيدا
- Maciej Łukaszczyk
- كريستيانا لين
- واين مارشال
- بيتر بلانيافسكي
- وولفجانج سوسينج
- بول وينجارتن
- إريك ويربا

### عازفو الآلات الوترية
- كريستوف كونكز
- جوزيف يواكيم
- عودة أوسكار
- جوهانا بيستينر
- كارل فليش
- غاريث كوخ
- ليون كوديلاك
- فريتز كريسلر
- جوهانس ويلدنر
- هاينريش شيف
- جونتر بيشلر
- جوجي هاتوري
- مانفريد هونيك
- لودفيج شترايشر
- والتر ويلر
- فريدريش بوكسباوم
- جورج هيلمسبرجر الأب
- ريكاردو أودنوبوسوف
- أرنولد روزي
- راينر كوشل
- شكيلزن دولي

### عازفو آلات النفخ والنحاس والقرع
- توماس غانش
- يوهان هيندلر
- إرنست أوتنسامر
- كارول دون راينهارت

### المطربون
- ميمي كويرتس
- كيث إنجين
- أنطونيا فاهبرج
- آني فيلبيرماير
- Marie Fillunger
- عايدة جاريفولينا
- إرنست جوتستين
- وولفجانج هولزمير
- أنجيليكا كيرشلاجر
- غابرييل كراوس
- Genia Kühmeier
- إليزابيث كولمان
- كاري لوفواس
- آغا ميكولاج
- Lula Mysz-Gmeiner
- كريستينا باسارويو
- كورت ريدل
- أندرياس شاغر
- ليندا واتسون (سوبرانو)

### السينما والمسرح
- باربرا ألبرت
- أخيم بنينج
- ماكس شتاينر
- روبرت أو.راجلاند
- صوفي رويس
- أولريش سيدل
- كريستوف والتز

### آخرون
- إليزابيث وارنفيلدت
- سوزانا نايديش
- ليوبولد نواك
- هاينريش شنكر

## روابط خارجية
- الصفحة الرئيسية الرسمية
- موقع الجامعة